# Eskimo (film)
Pour les articles homonymes, voir Eskimo.
Pour plus de détails, voir Fiche technique et Distribution.
Eskimo est un film américain réalisé par W. S. Van Dyke, sorti le 14 novembre 1933.
Le film suit Mala qui est un esquimau qui vit dans son village en Alaska, avec sa femme et leurs enfant. Mais des Blancs arrivent et sèment le chaos, ce qui le force à en tuer un. Mala devra alors s'enfuir pour échapper à la loi.

## Synopsis
Mala est membre d'une tribu esquimaude non spécifiée vivant en Alaska. Il a une femme, Aba, et deux enfants. Alors que lui et les villageois accueillent un chasseur d'un autre village, ils chassent le morse et font la fête. Mala apprend que des commerçants blancs se trouvent à Tjaranak Inlet, non loin de là. Il veut désespérément des fusils pour la chasse, tandis qu'Aba se languit d'aiguilles à coudre et d'autres objets manufacturés. Le couple se rend alors en traîneau à chiens jusqu'au navire de commerce avec leurs enfants et rencontrent un vieil ami dont la femme est morte environ un mois auparavant. Mala propose à son ami d'avoir des relations sexuelles avec une Aba consentante, ce qui réconforte leur ami. Ils se séparent satisfaits et lorsqu'ils rencontrent le capitaine du navire, celui-ci échange les peaux d'animaux tannées de Mala contre un fusil.
Au moment de se quitter, le capitaine exige qu'Aba passe la nuit avec lui, la fait boire et a des relations sexuelles avec elle contre son gré. Mala exige impuissant que sa femme ne soit plus molestée et ils les quittent. Plus tard, Mala et les Esquimaux partent à la chasse à la baleine boréale dans des Oumiak en bois avec des harpons durant une terrible chasse à la baleine, qui se fait ensuite dépecer jusqu'à ce qu'il ne reste qu'une carcasse. Après cela, deux hommes blancs ivres kidnappent Aba et l'amène au capitaine du bateau qui la viole une nouvelle fois. Le lendemain à l'aube, Aba tente de s'éloigner de la cabine du capitaine mais le second du capitaine, parti chasser le phoque, l'a confond avec l'animal et la tue d'un coup. Pour se venger, Mala tue le capitaine du bateau avec son harpon, croyant à tort qu"il a tué sa femme et s'enfuit ensuite vers son village.
Seul et ayant besoin de quelqu'un pour s'occuper de ses enfants, Mala demande à un ami chasseur si sa femme, Iva, peut l'aider à coudre les peaux. Mala pense toujours à sa première femme et bien qu'Iva s'installe avec lui, leur relation reste froide. Plus tard, les eskimos partent à la chasse au caribou en précipitant les bêtes traqués au fond d'un lac avant de les abattre à l'arc et à la lance. Alors que Mala est hanté par la mort d'Aba, une nuit, il exprime son chagrin par la danse et la prière et adopte un nouveau nom, Kripik. L'attitude de Kripik envers Iva s'adoucit considérablement et ils font l'amour. Le chasseur avec qui Mala s'est liée d'amitié décide de retourner dans son village et donne à Kripik son autre femme en remerciement, qui est ravie de vivre avec Iva et Mala.
De nombreuses années passent et la Gendarmerie royale du Canada établit un poste à Tjaranak, faisant régner la loi dans la région. Plusieurs hommes blancs accusent alors les Eskimos d'être des sauvages sans morale tout en rappelant que Mala est le meurtrier du capitaine du navire. Le sergent Hunt et le gendarme Balk sont alors désigner pour retrouver et arrêter Mala mais le duo manque presque de mourir de froid lors d'un terrible blizzard. Kripik leur sauve la vie en les amenant dans son igloo mais se montre hostile envers eux jusqu'à ce qu'Hunt lui explique qu'ils n'en ont pas après ses femmes. Les deux blancs croient que Mala est mort depuis des années mais lorsqu'Akat arrive au village, il leur expose sans le vouloir la véritable identité de Kripik.
Les gendarmes convainquent ainsi Kripik de répondre à leurs questions et plusieurs mois passent avant qu'Hunt et Balk ne lui rendent sa liberté Kripik, après avoir appris les horreurs que les commerçants blancs ont commis sur les autochtones. Lorsque le village esquimau se déplace vers de nouveaux territoires de chasse, la famille de Kripik reste sur place et meurent de faim, ce qu'apprendra Kripik avec tristesse. Cependant, l'inspecteur White, rigide et respectueux des règles, est arrivé à l'avant-poste et exige que Kripik soit enchaîner pour la nuit. S'ayant assurer que tout le monde dort, Kripik se mutile la main en enlevant les chaînes et fuit le poste pour se diriger vers l'ancien village de sa famille. Hunt et Balk le poursuivent, alors que Kripik se résous à tuer ses chiens de traîneau pour se nourrir. Pendant un puissant blizzard, Kripik est attaqué et blessé par un loup, qu'il finit tout de même par tuer avant d'être sauvé par son fils aîné, Orsodikok. Les gendarmes arrivent le lendemain matin et Kripik empêche Orsodikok de les tuer. Les gendarmes lui disent qu'il doit partir et ne jamais revenir. Kripik part à pied, mais Iva l'accompagne. Les policiers militaires les poursuivent sur la glace, qui se brise. Le sergent Hunt vise Kripik avec son fusil mais ne peut pas tirer car Kripik leur a sauvé la vie. 
Kripik et Iva s'échappent sur une banquise qui part à la dérive, alors qu'Hunt explique à Balk que la glace les emmènera de l'autre côté du bras de mer et que tous deux pourront les poursuivre au printemps prochain.

## Fiche technique
- Titre : Eskimo
- Titre original : Eskimo
- Réalisation : W. S. Van Dyke
- Production : Hunt Stromberg, W. S. Van Dyke et Irving Thalberg (non crédité)
- Société de production : Metro-Goldwyn-Mayer
- Scénario : John Lee Mahin et Peter Freuchen, d'après ses récits Der Eskimo et Die Flucht ins weisse Land.
- Musique : William Axt (non crédité)
- Photographie : Clyde De Vinna, George Gordon Nogle, Josiah Roberts et Leonard Smith
- Montage : Conrad A. Nervig
- Pays d'origine :  États-Unis
- Langue de tournage : anglais
- Distribution : Metro-Goldwyn-Mayer
- Format : Noir et blanc - Son : Mono (Western Electric Sound System)
- Genre : Drame
- Durée : 117 minutes
- Date de sortie : 
  - États-Unis : 14 novembre 1933 New York
  - États-Unis : 10 janvier 1934

## Distribution
- Ray Mala : Mala l'Esquimau

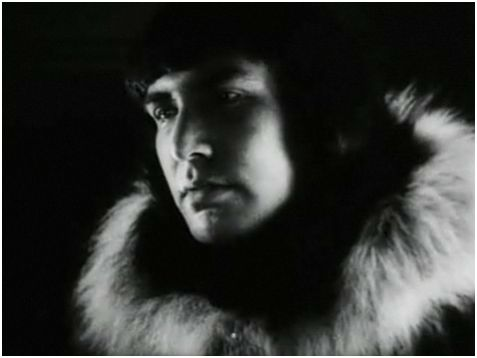
Ray Mala

- Lulu Wong Wing : Aba, la femme de Mala
- Lotus Long : Iva
- Peter Freuchen : le capitaine
- Edward Hearn : le capitaine en second
- W. S. Van Dyke : l'inspecteur

## Distinctions
Oscar du meilleur montage, décerné à Conrad A. Nervig en 1935.